# Johann Stein (Jurist)
Johann Stein (* 17. November 1661 in Rostock; † 21. Oktober 1725 in Königsberg (Preußen)) war ein deutscher Jurist.

## Leben
Stein war der Sohn des Kaufmanns und Hospitalvorstehers Walther Stein und dessen Frau Anna, Tochter des Kaufmanns Jakob Hinckelmann. Er ist ein älterer Bruder des späteren Königsberger Professors und Stadtrats Konrad Stein (1674–1732) und der jüngere Bruder des späteren Professors der Universität Rostock Matthias Stein (1660–1718). Im September 1673 begann er ein Studium an der Universität Rostock, setzte dies am 21. Juli 1678 an der Universität Greifswald fort. 1680 war er an die Universität Rostock zurückgekehrt, wo er unter Johann Sibrand (1637–1701) disputierte. 1683 setzte er seine Studien an der Universität Königsberg fort. Hier war er 1689 unter die juristischen Kandidaten aufgenommen worden und disputierte als solcher unter Theodor Pauli de bonis naufragorum.
Nachdem er am 20. Juni 1690 dort zum  Doktor der Rechte promoviert wurde, berief man ihn zum außerordentlichen Professor der Rechte. 1694 stieg er zum dritten ordentlichen Professor auf, wurde 1712 Tribunalsrat und Rat am samländischen Konsistorium. 1713 übernahm er die zweite ordentliche Professur, wurde 1716 erster ordentlicher Professor der Königsberger Juristenfakultät und 1725 Offizial des Samländischen Konsistoriums. Er beteiligte sich auch an den organisatorischen Aufgaben der Königsberger Hochschule und war in den Sommersemestern 1713, 1717, 1721 sowie 1725 Rektor der Alma Mater.

## Werke
- De consonantia juris civilis et neturalis in effectibus domiinii. 1690.
- De edicto Hadriani tollendo et quemadmodum scriptus haeres in professionem mittatur. Königsberg 1690.
- XV Disputationis Juris feudalis. Königsberg 1691–1710.
- Praelationes ad Lauterbachium 16. Disp. 1704–1713.
- Disp. De testium pugna. 1694.
- De facto in continenti faciendo s. de iis, quae inj continenti fieri debent. 1694.
- Disp. De testium pugna. Königsberg 1694.
- Disputationes IX super theses ex Institutionum libris. 1697.
- Theses Juridicae. 1697.
- Conjugio maris pauperis et feminae locupletis.
- Disp. 2 de Jure pestis.
- Disp. 8 de jure feudali. (Lehnrecht).
- Disp. De conjugo maris pauperis et foeminae locupletis et c.
- Disp. De bona fide in usucapione necessaria. 1702.
- Disp. De Silentio.
- Theses juris miscellaneae. 1708.
- De Peculio.
- Interpretationm L. ult. Cod. De edicto D. Hadriani tollendo et C.
- Jure pauperum.
- Consciis criminum.

## Familie
Stein hatte sich zwei Mal verheiratet. Seine erste Ehe schloss er am 20. Juni 1690 mit Katharina (* 30. März 1670; † 13. Januar 1706), die Tochter des Königsberger Kaufmanns Bernhard Göbel. Seine zweite Ehe ging er am 31. Mai 1707 mit Anna Regina (* 26. Dezember 1681), die Tochter des Rats Albrecht Pegau ein. Aus den Ehen stammen Kinder. Von diesen kennt man:
- Johann Bernhard Stein L. A. M. 1725
- Friedrich Stein jur Student 1725
- Sohn NN. Stein (tod 1706)
- Sohn NN. Stein (tod 1706)
- Tochter NN. Stein (tod 1706)
- Anna Regina Stein (lebt 1725)
- Katharina Elisabeth Stein  (lebt 1725)
- Katharina Elisabeth Stein (lebt 1725)
- Christoph Albrecht Stein (lebt 1725)